# Тосмарская судоверфь
Лиепайская северная судоверфь (латыш. Liepājas ziemeļu kuģubūvētava), до 2020 года - То́смарская судове́рфь (латыш. Tosmares kuģubūvētava), до 2000 года — Судоремонтный завод «Тосмаре» (латыш. Kuģu remonta rūpnīca «Tosmare»), до 1992 года — 29-й cудоремонтный завод ВМФ СССР — судоремонтное и судостроительное предприятие в городе Лиепая, Латвия.

## История

### Строительство
Судоверфь открыта в середине 1900 года в Либаве, Курляндская губерния, возведена согласно плану строительства «Военного порта императора Александра III» (дата закладки порта — 12 августа 1893 года), и получила название "Мастерские порта императора Александра III ".
На момент открытия судоремонтный комплекс состоял из двух сухих доков (первый — имени Императрицы Марии, второй — имени Императрицы Александры), цехов (8), складов (12), жилых домов (9). Сухие доки начали полноценно функционировать в июне 1901 года, после завершения углубления прилегающего водного бассейна и наладки доковой насосной станции.
В ноябре 1905 года мастерские пополнились плавучим доком грузоподъёмностью 1600 т .

### До Первой мировой войны
До октября 1904 года в сухих доках проводилась подготовка к походу кораблей 2-й Тихоокеанской эскадры, а до февраля 1905 года и кораблей 3-й Тихоокеанской эскадры. После заключения мира с Японией, прибывшие с Дальнего Востока корабли проходили восстановление и ремонт в Либаве, в их числе были крейсера «Аврора» и «Алмаз».
В 1903—1905 годах, на территории военного порта работники Мастерских собирали закупленные царским правительством в США подводные лодки «Кефаль», «Сиг», «Бычок», «Палтус», «Плотва», которые завезены в Либаву разобранными.
Во время Первой Мировой Войны, в апреле 1915 года, командир Балтфлота отдал приказ об оставлении либавского порта и о сдаче Либавы, в связи с чем, наряду с подрывом и других фортификационных сооружений порта, были взорваны оба сухих дока и уничтожена часть оборудования мастерских.
С конца 1918 года мастерские использовались для ремонтных работ на кораблях английского и немецкого флотов, занимавших порт.

### В независимой Латвии
Завод стал государственным предприятием с названием «Liepājas kara ostas darbnīcas» («Мастерскиe Лиепайского военного порта»). Часть территории предприятия была продана соседствующему сахарному заводу в 1933 году.
В период до 1938 года наряду с судоремонтом завод занимался и постройкой катеров и шлюпок, понтонов, котлов, кранов и цистерн. Было освоено строительство самолётов, железнодорожных артиллерийских платформ, пассажирских вагонов для Латвии и большегрузных рефрижераторных вагонов для СССР. На заводе изготавливалась также сельскохозяйственная техника, посуда, велосипедные детали, боеприпасы (мины).
В 1938 году завод был преобразован в акционерное общество «Тосмаре», действовавшее в сфере судоремонта; прочая деятельность предприятия была отделена.
До Второй мировой войны в доках верфи использовался «мальтийский способ» докования судов.

### 1940-1945 гг.
Постановлением СНК СССР от 14.08.1940 г. завод «Тосмаре» (Tosmare), где на тот момент работало 1570 человек, был национализирован и передан в подчинение Наркомата ВМФ и сразу приступил к ремонту кораблей ВМФ СССР.
После начала 22 июня 1941 года Великой Отечественной войны предприятие оказалось в зоне боевых действий. Уже вечером 22 июня 1941 года из рабочих предприятия был создан отряд самообороны, который возглавил заместитель директора завода А. Петерсон. 29 июня 1941 года Лиепая была оккупирована наступавшими немецкими войсками..
В 1941—1944 годах завод Tosmare-Werft находился под управлением немецкой оккупационной администрации и использовался для ремонта кораблей ВМФ Германии.

### 1945-1991 гг.
После Второй мировой войны завод вернулся под управление ВМФ СССР, и до 1992 года работал под разными названиями:
- 1947 г. — Лиепайский морской завод ТУ 4-го ВМФ
- 1947—1949 гг.— Лиепайский морской завод 4-го ВМФ
- 1950—1951 гг. — Лиепайский морской завод ГУСПиД
- 1951—1953 гг.— Судоремонтный завод № 29 4-го ВМФ
- 1954—1960 гг. — Судоремонтный завод № 29 ГуСРЗ
- 1960 г. — Морской завод № 29.

Завод ремонтировал и модернизировал корабли и подводные лодки ВМФ различных типов также как и вспомогательные суда флота, здесь проводились ремонты судов Минрыбхоза СССР и технического флота. Предприятие развивалось, возводились новые цеха, приобреталось новое оборудование, был построен жилой микрорайон для работников завода, численность которых в 1970—1980-х годах составляла около 5000 человек.
На заводе строились десантные катера (плашкоуты) проекта Т-4М, шифр «Танкист».

### После восстановления независимости Латвии
Государственное латвийское предприятие — Лиепайский судоремонтный завод «Тосмаре» (латыш. Liepājas kuģu remonta rūpnīca «Tosmare») и 29-й СРЗ продолжали ремонт флота ВМФ РФ до середины 1994 года, в это время обслуживание и докование прошли десятки кораблей, в том числе и БПК «Адмирал Зозуля». В начале 1995 года было создано ООО «Судоремонтный завод Тосмаре» (латыш. SIA "Kuģu remonta rūpnīca «Tosmare»), которое осуществляло основную деятельность завода по ремонту судов. В 1996 году, решением кабинета министров Латвии, государственная часть собственности завода была передана на приватизацию. Процесс приватизации закончился в 2000 году, контрольный пакет завода приобрела Рижская судоверфь, а завод был преобразован в Акционерное общество «Тосмарская судоверфь» (латыш. Tosmares kuģu būvētava).
9 августа 2018 года, решением Курземского регионального суда в городе Талси, предприятие было признано неплатежеспособным.
В начале 2020 года предприятие продано новым владельцам (SIA LZK) и продолжает деятельность под названием Лиепайская северная судоверфь (латыш. Liepājas ziemeļu kuģubūvētava).

## Инфраструктура
До 2006 года судоверфь занимала территорию 33 га с длиной причальной стенки 1,5 км, после чего территория сократилась на половину. В настоящее время длина ремонтных причалов составляет 700 метров, глубина до 6 метров. Береговые краны имеют грузоподъёмность до 32 тонн.
Инфраструктура верфи:
- цеха: два сборочно-корпусных (1; 5), трубопроводный/доковый (3), механический/электротехнический (4), дизелеремонтный, два резервных
- участки: покрасочный, деревообрабатыыающий, металлозаготовительный
- склады материалов и оборудования
- два сухих дока и плавучий док

|                  | Плавдок (ПД-13) | Сухой док 1       | Сухой док 2       |
| ---------------- | --------------- | ----------------- | ----------------- |
| Длина (м)        | 102             | 187               | 220               |
| Ширина (м)       | 19.2            | 25                | 26                |
| Осадка судна (м) | 6.0             | 8.0               | 8.0               |
| Краны            | 2 х 5т          | 1 х 16т / 1 х 10т | 1 х 16т / 2 х 32т |
| Подъёмность (т)  | 4500            |                   |                   |

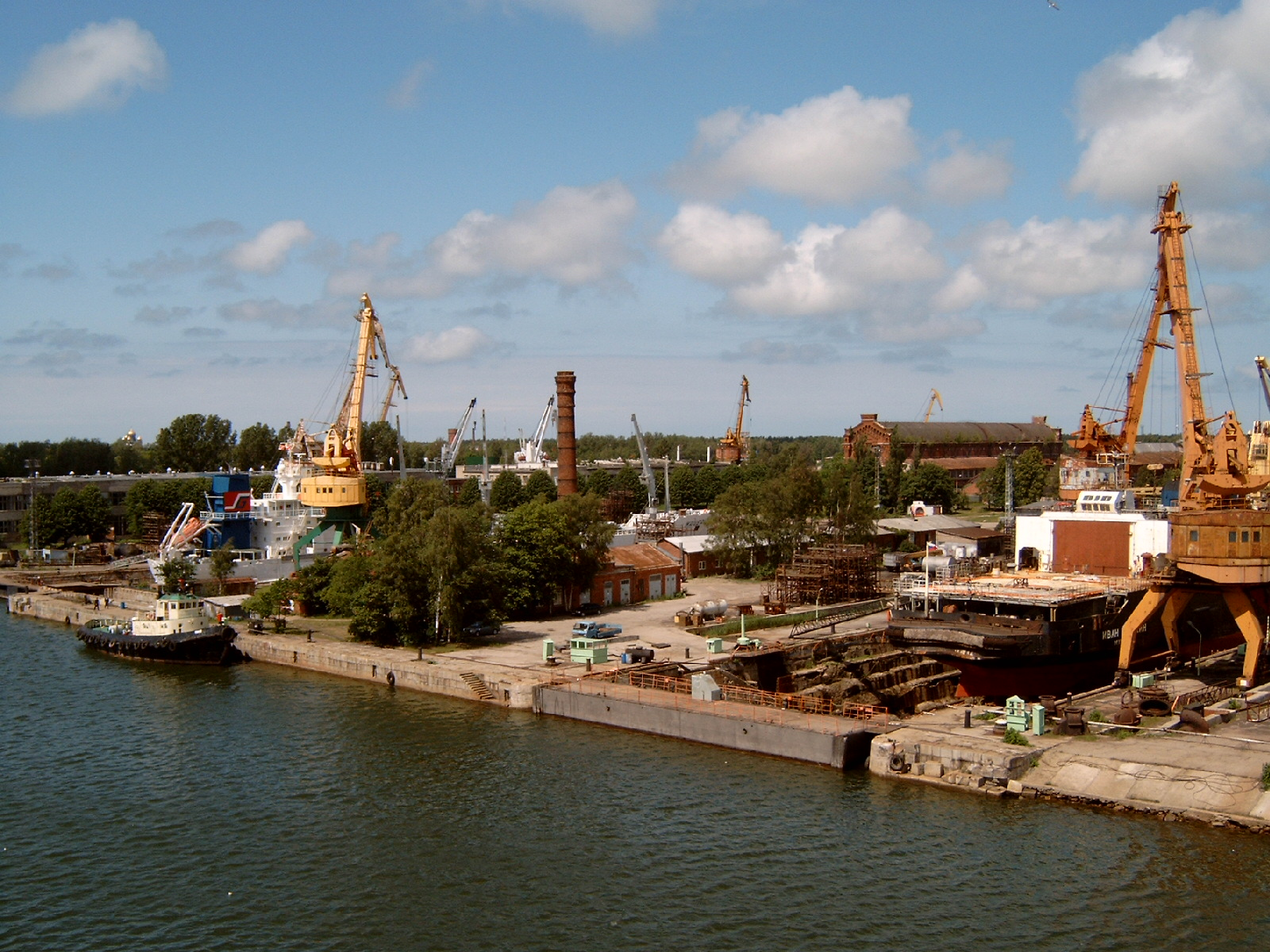

Самое крупное судно, побывавшее в доках верфи — балкер «Заполярье» (длина — 180,5 метра, ширина — 22,9 метра, дедвейт 23645 тонн), заходило в 2013 и 2016 годах.

## Деятельность

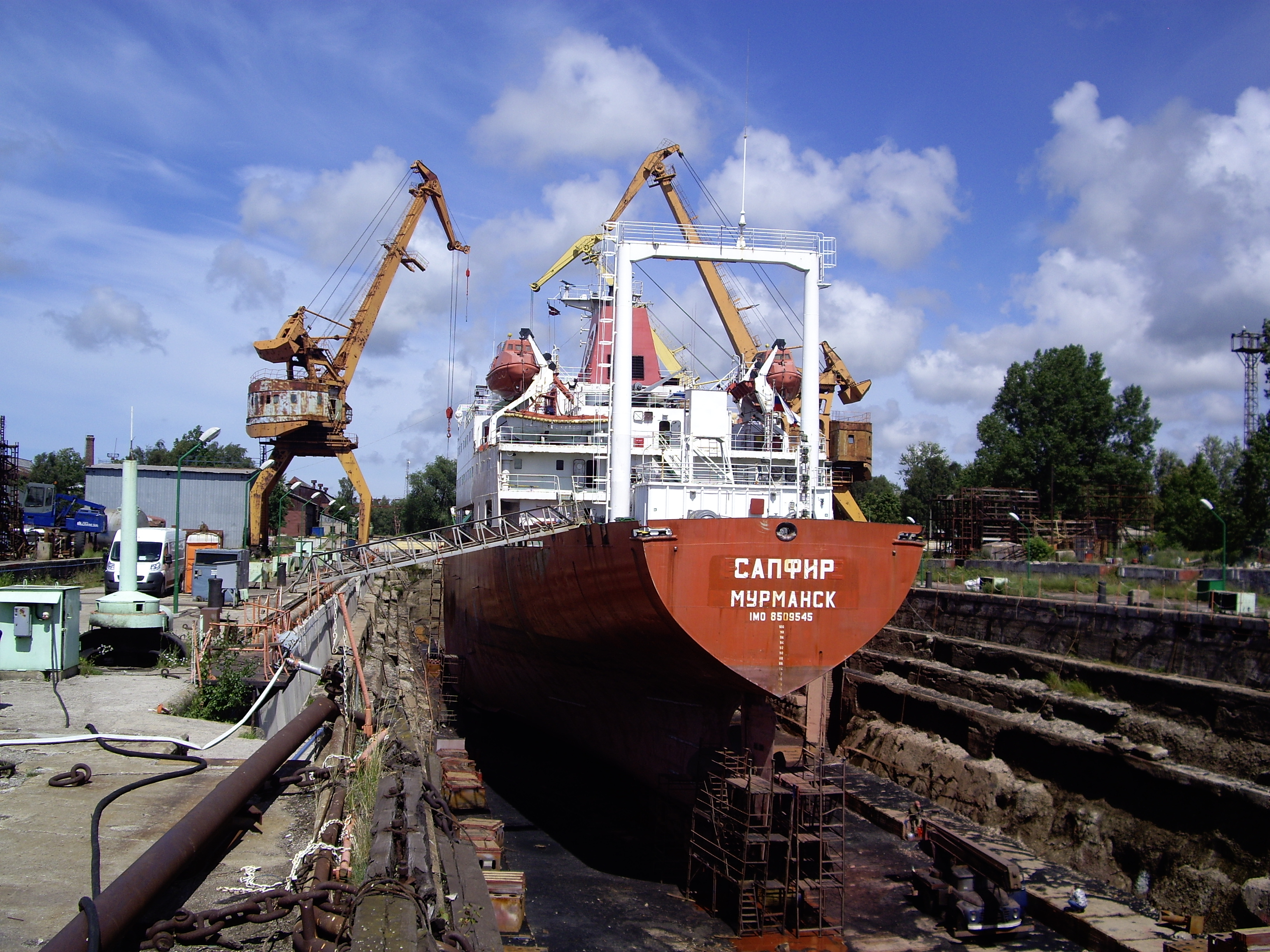
В сухом доке

### Судоремонт
Судоверфь проводит ремонты и докования суда различных типов: сухогрузы, танкеры, рыболовные, военные, технические и тд., а также военных кораблей. Предприятие ежегодно обслуживало до 60 судов.

### Переоборудование
На верфи осуществлялся ряд проектов по переоборудованию судов, в частности в 2003 году было удлинено рыболовное судно Clipperton, перестроен танкер-битумовоз Stelmar. Начиная с 2004 года проводилась модернизация серии супертраулеров (РТМК-С) проекта «Атлантик-488» типа «Моонзунд», :  «Адмирал Стариков» и «Олег Найденов» (2004 г.), «Захар Сорокин» (2007 г.), «Максим Старостин» (2008/2012 гг.), «Капитан Горбачев» (2015 г.). принадлежавших компании «Мурманский траловый флот» и другим.

### Судостроение
С 2000 года судоверфь продвигает себя на рынке судостроения. В 2002 году состоялась торжественная церемония спуска на воду первого построенного судна — рыболовного траулера для норвежского заказчика. В последующие годы на верфи продолжали строить рыболовные и другие суда.
Список построенных судов:
| год  | №         | название     | тип                   | заказчик |             |
| ---- | --------- | ------------ | --------------------- | -------- | ----------- |
| 2002 |           | Tronderkari  | Рыболовное (корпус)   | Норвегия | фото\данные |
| 2002 |           | Johan Berg   | Рыболовное (корпус)   | Норвегия | фото/данные |
| 2005 | TKB 006   | Rigel        | Рыболовное            | Швеция   | фото/данные |
| 2005 | TKB-014/1 | Ivona        | Накатное              | Хорватия | фото/данные |
| 2005 | TKB-014/2 | Natalia      | Накатное              | Хорватия | фото/данные |
| 2007 |           |              | Буксир (корпус)       |          |             |
| 2007 |           |              | Буксир (корпус)       |          |             |
| 2009 |           |              | Катамаран (корпус)    |          |             |
| 2009 |           |              | Катамаран (корпус)    |          | фото/данные |
| 2010 |           | Explorer X88 | Моторная яхта         | Хорватия | фото/данные |
| 2012 |           | Бьюти        | Пассажирское (корпус) | Россия   | фото/данные |
| 2012 |           | Баттерфляй   | Пассажирское (корпус) | Россия   | фото/данные |
| 2017 |           |              | Катамаран (корпус)    |          | фото/данные |
| 2018 |           |              | Катамаран (корпус)    |          |             |